# Rue Puits-en-Sock
La rue Puits-en-Sock est une rue commerçante d'Outremeuse en Belgique avec une circulation en sens unique en direction de la rue Pont Saint-Nicolas. Certains bâtiments sont de style mosan du XVIIe siècle. C'est aussi une portion de la route nationale 3 (Bruxelles - La Calamine).

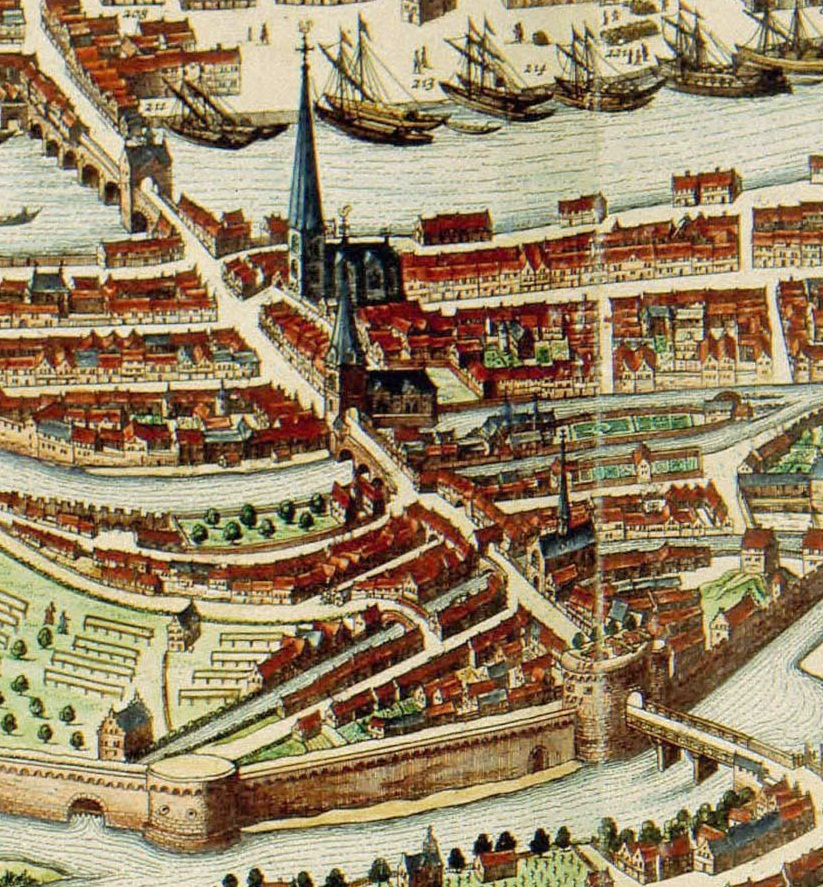
La rue Puits-en-Sock avec l'église Saint-Nicolas au pont d'outre-Meuse au centre (« bief du Barbou »), l'hospice et la chapelle Saint-Julien (« bief de Rivelette ») plus bas et, tout à fait au bas de l'image, la porte d'Amercœur et le pont, en bois, du même nom.
(extrait de la carte de 1649 établie par Johannes Blaeu)

## Odonymie
Le nom de la rue est composé de deux appellations distinctes :
- « Sock » est une altération, intervenue au XVIe siècle, de l'orthographe initiale du lieu appelé « En Chock » du nom d'un notable, un certain Chok, échevin de la Seigneurie de Jupille et habitant l'artère ;
- « Puits » fait référence au puits à eau qui se trouvait (dès le XIe siècle) à côté du pont Saint-Nicolas sur le « bief du Barbou ».

## Historique
Le tracé actuel est presque aussi ancien que la Cité de Liège elle-même. En 841, l'évêque de Liège Hartgar fait bâtir, en bois, le Souverain-Pont entre les actuelles Chéravoie et rue Capitaine. Le tracé de la chaussée traverse alors les différents biefs de la Meuse en direction du mont Cornillon.
En 1034, le prince-évêque Réginard fait bâtir un nouveau pont, en pierre, appelé pont des Arcques qui relie la rue du pont dans la vieille ville à la rue du Pré dans le Vinåve des Prés. Il ordonne la construction d'une chaussée reliant Liège à Aix-la-Chapelle,, la construction des ponts Saint-Nicolas, Saint-Julien et, en 1072, celle du pont d'Amercœur. L'érection d'un mur d'enceinte le long de la Meuse ainsi que le long des biefs de Bèche, Saucy et du Barbou est aussi entreprise dès 1034. L'église Saint-Nicolas au pont d'outre-Meuse est alors bâtie en étant intégrée à ce système de fortification et constitue une porte de ville.
Bien qu'en dehors des fortifications, la chaussée se borde rapidement de maisons. Au XIIe siècle, elle en est entièrement longée des deux côtés et des rues adjacentes se sont créées. L'habitat comprend des hôtels particuliers et de nombreux ateliers d'artisans des Bons Métiers. En 1319, un certain Gilles Corbesier — bourgeois de Liège — fonde l'hospice et la chapelle Saint-Julien. Idéalement placé à côté du pont Saint-Julien, il reçoit les voyageurs et les pèlerins en provenance du Saint Empire en route pour Saint-Jacques-de-Compostelle. Les religieuses de l'abbaye de Robermont et les religieux du couvent des Chartreux de Mont-Cornillon possèdent aussi chacun une maison de refuge près du pont Saint-Julien.
C'est au XIIIe siècle que la rue acquiert deux appellations officielles, à savoir « rue Pont Saint-Nicolas » entre le dit pont et celui de Saint-Julien et « Entre deux Ponts » pour la seconde partie qui s'étend jusqu'au pont d'Amercœur.
Après le sac et la destruction de Liège par Charles le Téméraire en novembre 1468, la ville se reconstruit et perd son caractère médiéval. Outremeuse n'échappe pas au mouvement et la voie d'Aix-la-Chapelle reçoit son emprise actuelle et un habitat dont les volumes sont plus importants qu'auparavant.
En 1537, le prince-évêque Érard de La Marck confie à l'architecte Paul de Richelle la construction d'un deuxième rempart capable de résister aux tirs d'artillerie. Celui-ci protège l’entièreté d'Outremeuse depuis l'imposante « tour en Bèche » en amont du fleuve jusqu'au bastion dit « balloir de la Gravioûle » en aval. La porte d'Amercœur est, quant à elle, érigée en 1540 sous l'ordre de Corneille de Berghes au pont d'Amercœur qui reste en bois jusqu'en 1741. La construction de cette nouvelle porte de ville stoppe l'usage, en tant que telle, de celle de l'église Saint-Nicolas au pont d'outre-Meuse qui n'est plus qu'une arcade sous le clocher. C'est à la fin du XVIe siècle que les deux chaussées reçoivent une appellation officielle commune à savoir l'actuelle « rue Puits-en-Sock ».
En juillet 1794, la rue subit des dommages lors du duel d'artillerie entre l'armée révolutionnaire française, installée à la citadelle, et l'armée prussienne, installée au monastère de la chartreuse. L'église Saint-Nicolas, qui a aussi subi des dommages est démolie en 1805 et la paroisse déplacée vers l'église Notre-Dame et Sainte-Barbe qui prend alors le nom d'église Saint-Nicolas.
Durant le XIXe siècle, les biefs sont comblés ou transformés en égouts souterrains. Par-dessus apparaissent de nouvelles rues dont la rue Jean d'Outremeuse à l'endroit du bief de Rivelette. En 1878, la chapelle Saint-Julien devient une synagogue. La rue Puits-en-Sock acquiert son aspect actuel de centre commercial de proximité. C'est là qu'un certain Chrétien Simenon — le grand-père et parrain de Georges Simenon — exploite, jusqu'à son décès le 27 mars 1927, une chapellerie au no 55.
La vague d'attaques, entre septembre 1944 et janvier 1945, sur l'agglomération liégeoise au moyen de V1 et de V2 épargne la rue.
Elle reste, au XXIe siècle, la rue la plus commerçante du quartier avec plus de cent commerces de détails et a gardé un aspect mosan avec trois tenants de rue — Roture, Beauregard et Warroquiers — sous une travée voutée (en wallon un arvå' ou arvô ').

## Architecture et patrimoine
La rue Puits-en-Sock est une des artères liégeoises comptant le plus d'immeubles anciens repris à l'inventaire du patrimoine culturel immobilier de la Wallonie. Plus de 80 immeubles y sont répertoriés. Ils datent pour la plupart du XVIIIe siècle. Parmi ceux-ci, trois sont aussi repris sur la liste du patrimoine immobilier classé de Liège.
| Objet | Année de construction / Architecte | Adresse                  | Section communale | Coordonnées                      | Numéro d’inventaire | Illustration |
| --- | ---------------------------------- | ------------------------ | ----------------- | -------------------------------- | ------------------- | ------------ |
| Immeuble - Façades et toitures de l'immeuble à l'exception des menuiseries extérieures du rez-de-chaussée et de la loggia d'angle |                                    | Rue Puits-en-Sock, no 1  | Outremeuse        | 50° 38′ 29″ nord, 5° 34′ 56″ est | 62063-CLT-0163-01   |              |
| Maison - Façade avant et toiture, ainsi que le pignon du XVIIe siècle, sis Rue des Récollets                                      |                                    | Rue Puits-en-Sock, no 23 | Outremeuse        | 50° 38′ 27″ nord, 5° 34′ 58″ est | 62063-CLT-0307-01   | Maison       |
| Maison Au château de Franchimont - Façades et toiture                                                                             |                                    | Rue Puits-en-Sock, no 29 | Outremeuse        | 50° 38′ 27″ nord, 5° 34′ 59″ est | 62063-CLT-0416-01   | Maison       |

L'immeuble situé au no 61 a été construit dans le style Art déco.
Au no 97, l'arvô Constant le Marin est un passage voûté menant à la rue Jean Warroquiers.

## Enseignes en pierre sculptée
La rue possède neuf enseignes en pierre sculptée.
| Enseigne                  | Rue                                                                | Quartier   | Date | Inscription               | Note | Géolocalisation                   | Image |
| ------------------------- | ------------------------------------------------------------------ | ---------- | ---- | ------------------------- | --- | --------------------------------- | ----- |
| Au Moriane – 1719         | Rue Puits-en-Sock no 22                                            | Outremeuse | 1719 | 17 / 19                   | | 50° 38′ 26,73″ N, 5° 34′ 57,6″ E  |       |
| Au château de Franchimont | Rue Puits-en-Sock no 29                                            | Outremeuse |      | AU CHATEAU DE FRANCHIMONT | Jadis siège d'une brasserie. La maison du château de Franchimont était déjà citée en 1580.                                                         | 50° 38′ 26,56″ N, 5° 34′ 58,87″ E |       |
| À l'anneau d'or – 1723    | Rue Puits-en-Sock no 35                                            | Outremeuse | 1723 | 17 A L'ANNEAU D'OR 23     | La maison a été reconstruite après le bombardement de 1691.                                                                                        | 50° 38′ 25,96″ N, 5° 34′ 59,45″ E |       |
| Façade ornementée – 1696  | Rue Puits-en-Sock no 45                                            | Outremeuse | 1696 | 1696                      | Motifs dorés sans enseigne spécifique. | 50° 38′ 25,64″ N, 5° 34′ 59,94″ E |       |
| Gland d'or – 1750         | Rue Puits-en-Sock no 50                                            | Outremeuse | 1750 | AU GLAND D'OR 1750        | | 50° 38′ 25,33″ N, 5° 34′ 59,69″ E |       |
| À la lance d'or           | Rue Puits-en-Sock no 56                                            | Outremeuse |      | A LA LANCE D'OR           | Pendant de nombreuses années, cette enseigne a été cachée sous un panneau. Elle est maintenant à nouveau visible.                                  | 50° 38′ 24,97″ N, 5° 35′ 00,04″ E |       |
| La samaritaine            | Rue Puits-en-Sock no 65 (déplacée)                                 | Outremeuse |      | LA SAMARITAINE            | L'enseigne est aujourd'hui placée dans la cour intérieure chez les Sœurs de la Visitation. Provient d'une maison voisine démolie depuis longtemps. | 50° 38′ 24,89″ N, 5° 35′ 01,35″ E |       |
| Cornet de poste           | Rue Puits-en-Sock no 103 (anciennement rue Entre-Deux-Ponts no 15) | Outremeuse |      | Anépigraphe               | | 50° 38′ 21,29″ N, 5° 35′ 06,72″ E |       |
| Au cheval blanc – 1736    | Rue Puits-en-Sock no 118 (anciennement rue Entre-Deux-Ponts no 18) | Outremeuse | 1736 | AU CHEVAL BLANC / 1736    | L'enseigne était masquée depuis 1956. Elle a été rendue à nouveau visible en 2009.                                                                 | 50° 38′ 20,64″ N, 5° 35′ 06,72″ E |       |

## Voiries adjacentes
De la rue Pont Saint-Nicolas vers le pont d'Amercœur :
- rue des Récollets
- rue Roture
- rue Beauregard
- rue Jean d'Outremeuse
- rue de Berghes
- rue Saint-Julien
- rue Raes-de-Heers
- rue Jean Warroquiers
- rue Porte-aux-Oies
- place Théodore Gobert